# 地方競馬法
地方競馬法（ちほうけいばほう、昭和21年11月20日法律第57号）は、終戦直後の1946年（昭和21年）に制定された日本の地方競馬に関する法律である。
終戦により戦前の地方競馬規則（1939年〈昭和14年〉4月7日廃止）、軍馬資源保護法（1945年〈昭和20年〉11月21日廃止）が効力を失い闇競馬が横行していた当時の日本にとって地方競馬を復活させる法律であった。内容は1948年（昭和23年）7月13日公布の（新）競馬法に統合されている。
主務官庁は農林省畜産局だったが、当時存在した馬券税に係る業務のみ、大蔵省主税局総務課が担当した。現行法において施行者の指定を担う総務省自治行政局の前身となる部署は内務省地方局行政課だったが、内務省は所管官庁ではなかった。

## 内容
- 競馬の主催者は馬匹連合会、または中央組織である公益法人の馬事団体（中央馬事会）。
- 競馬場の数は北海道3、都府県1以内。ただし1947年（昭和22年）4月30日の改正で北海道6、都府県2以内に増加された。
- 開催日数は競馬場毎に年4開催、1開催6日以内とした。
- 馬券は鍛錬馬競走に次いで許可された。
- ばんえい競走が初めて公認された。